# Szent Gellért-apátság
A Szent Gellért Apátság  (Abadia São Geraldo) bencés apátság São Paulóban, Brazíliában a Magyar Bencés Kongregáció tagja.

## Története
A magyar bencések 1931-ben telepedtek meg Brazíliában, amikor Szelecz Arnold az emigrációba kényszerült magyarok lelki gondozására São Paulóba érkezett. Kezdetben az ide érkező bencések csak lelkipásztori munkát láttak el, azonban a második világháborút követően a Nyugatra került rendtársak egy része a Villa Anastació-i Nova Pannonhalma nevű rendházba vándorolt ki, őket a megváltozott politikai helyzet miatt újabb rendtársak követték. A magyar bencések hagyományához híven 1951 januárjában megalapították a Szent Imre Gimnáziumot, majd 1953. december 8-án a Szentszék felállította a Szent Gellért konventuális perjelséget, az első és alapító perjel Jordán Emil lett. 1951-ben a belvárosban egy bérelt házban megindult az elemi iskola és gimnázium. Néhány év múlva önálló perjelség lett a rendháznak is alig nevezhető szükségépületben lakó szerzetesi közösség. 1963-ban a már közben hihetetlen gyorsasággal világvárossá nőtt São Paulo szélén, 17 km-re a belvárostól, új iskolában folytatódott a munka. A „semmiből” jött létre az építkezés, mint ahogy az egész város hihetetlen módon növekedett napról-napra. A kollégium a kolostorral együtt már a rend saját tulajdonát alkotta. Kész volt a keret, csak az utánpótlással voltak nehézségek. A hivatás kérdése megoldhatatlannak látszott. Mint pillanatnyi gyorssegély jött 1967-ben két rendtárs, majd 1970-ben újabb kettő érkezett Magyarországról, végül 1976-ban még egy rendtárs érkezett.  A „virágkorban” tizennégy atya, öt testvér és néhány növendék alkották a bencés szerzetesi közösséget. A Szentszék az alapítást 1989-ben apátsági rangra emelte, a közösség pedig Linka Ödönt választotta apátnak, aki 2005-ig irányította a közösséget, utódja, Paulo Souza de Silva személyében az első brazil elöljáró került a monostor élére. 2014-ben a monostor közösségét 14 örökfogadalmas, 1 egyszerű fogadalmas és 1 novícius alkotta, köztük még három idős magyar atya - egyikük, Iróffy Zsolt a tíz alapító szerzetes egyike.